# NWA PowerrrTrip
NWA PowerrrTrip, parte della serie NWA Pop-Up Event, è stato un evento di wrestling prodotto dalla National Wrestling Alliance (NWA) in collaborazione con Tried-N-True Pro Wrestling. Si svolse il 12 febbraio 2022 al Valor Hall di Oak Grove, Kentucky.
Il main event dello show fu l'incontro che vide contrapposti il campione in carica Trevor Murdoch e lo sfidante Matt Cardona per il titolo NWA World Heavyweight Championship.

## Risultati
| N.   | Risultato | Stipulazione                                          | Durata |
| ---- | --- | ----------------------------------------------------- | ------ |
| Dark | "Magic" Jake Dumas sconfisse AJ Cazana | Single match                                          | 03:14  |
| 1    | Chelsea Green sconfisse Kenzie Paige | Single match                                          | 07:24  |
| 2    | Jax Dane sconfisse Eric Jackson | Single match                                          | 01:26  |
| 3    | The Fixers (Jay Bradley & Wrecking Ball Legursky) sconfissero The OGK (Matt Taven & Mike Bennett)                                                                                  | Tag team match (1º round della Crockett Cup)          | 10:47  |
| 4    | Colby Corino sconfisse Rhett Titus (2-1) | Two-out-of-three Falls match                          | 16:55  |
| 5    | Mike Knox sconfisse The Pope | Single match                                          | 11:55  |
| 6    | Idolmania Sports Management (Tyrus, BLK Jeez, Jordan Clearwater & Marshe Rockett) (con Austin Idol) sconfissero Cyon, Matthew Mims & The Ill Begotten (Alex Taylor e Rush Freeman) | Eight-man tag team match                              | 06:59  |
| 7    | Anthony Mayweather sconfisse Chris Adonis (c) | Single match per il NWA National Championship         | 11:38  |
| 8    | Nick Aldis sconfisse Thom Latimer | "I Quit" match                                        | 13:38  |
| 9    | Kamille (c) sconfisse Taryn Terrell | Single match per l'NWA World Women's Championship     | 07:48  |
| 10   | Matt Cardona sconfisse Trevor Murdoch (c) | Single match per l'NWA World Heavyweight Championship | 11:05  |